# イスタンブール文化芸術財団
イスタンブール文化芸術財団（イスタンブールぶんかげいじゅつざいたん、トルコ語: İstanbul Kültür Sanat Vakfı, İKSV）は、トルコで活動する非営利の財団である。イスタンブールを文化・芸術の国際都市とすることを目標として活動している 。
2009年以降、財団はシシハーネのネジャット・エジザジュバシュ・ビルディング（2013年まではデニズ・パラスという名称だった）を拠点としている。また、この建物には事務局の他にも、財団が運営する「サロン」という名前のパフォーマンスホールがある。

## 沿革
芸術愛好家であったネジャット・エジザジュバシュと17名のビジネスマンが、1973年に設立した。
財団が主催した最初の国際的なイベントは、1973年のイスタンブール・フェスティバルであった。このイベントは、トルコ共和国の建国50周年に合わせて開催された 。
その後、財団は様々なイベントを運営するようになり、フェスティバルやビエンナーレもいくつか開催するようになった。財団が携わったイベントは、イスタンブール・ジャズ・フェスティバル、イスタンブール国際映画祭、イスタンブール・ビエンナーレなどがあげられる。

## 評価
アーサー・ジョージは「文化的に多様なグループの包摂と参加を促進する上で、文化と芸術は重要な役割を果たすとイスタンブール文化芸術財団は信じている」と指摘し、MENA（中東および北アフリカ）地域ではしばしばタブーとされるLGBTや精神疾患について発信するアーティストをサロンに出演させた事例や、少数言語の使用を財団が支持した事例などを紹介している。